# Алекс Степні
Алекс Степні (англ. Alex Stepney, нар. 18 вересня 1942, Лондон, Англія) — англійський футболіст, воротар.
Насамперед відомий виступами за клуб «Манчестер Юнайтед», а також національну збірну Англії.

## Клубна кар'єра
У 1961—1963 роках грав у напівпрофесійному клубі «Тутінг енд Мітчем Юнайтед».
У дорослому футболі дебютував 1963 року виступами за «Міллволл», в якому провів три сезони, взявши участь у 137 матчах чемпіонату.
З травня по серпень 1966 року захищав кольори «Челсі».
Своєю грою за «аристократів» привернув увагу представників тренерського штабу «Манчестер Юнайтед», до складу якого приєднався влітку 1966 року за рекордні 55 тис. фунтів. Відіграв за команду з Манчестера наступні дванадцять сезонів своєї ігрової кар'єри. Більшість часу, проведеного у складі «Манчестер Юнайтед», був основним голкіпером команди. За цей час виборов титул чемпіона Англії, ставав володарем Кубка чемпіонів УЄФА та володарем Кубка Англії.
Після удходу з «Манчестер Юнайтед» грав за клуб Північноамериканської футбольної ліги «Даллас Торнадо».
Завершив професійну ігрову кар'єру у нижчоліговому «Олтрінгемі», за який виступав протягом 1979—1982 років.

## Виступи за збірну
Незважаючи на свій талант, у Степні було мало шансів проявити себе у збірній Англії. Першим номером у воротах національної збірної поза конкуренцією був Гордон Бенкс, а на заміну йому залучалися багато талановитих воротарів: Рон Спрінгетт, Пітер Бонетті, Гордон Вест тощо. У травні 1968 року Степні вперше зіграв за збірну в матчі проти збірної Швеції. Головний тренер англійців Альф Ремзі брав Алекса на чемпіонат Європи 1968 року в Італії, на якому команда здобула бронзові нагороди та чемпіонат світу 1970 року у Мексиці, проте матч, який Степні провів 1968 року, залишився для нього єдиним у формі воротаря англійської збірної.

## Досягнення
- Чемпіон Англії:

«Манчестер Юнайтед»: 1966–67
- Володар Кубка Англії:

«Манчестер Юнайтед»: 1976–77
- Володар Суперкубка Англії:

«Манчестер Юнайтед»: 1967, 1977
- Володар Кубка чемпіонів УЄФА:

«Манчестер Юнайтед»: 1967–68